# Nemyšl
Nemyšl (en allemand : Nemischl) est une commune du district de Tábor, dans la région de Bohême-du-Sud, en Tchéquie. Sa population s'élevait à 301 habitants en 2020.

## Géographie
Nemyšl se trouve à 12 km au nord de Tábor, à 31 km au sud de Benešov et à 66 km au sud-sud-est de Prague.
La commune est limitée par Mezno au nord-ouest, par Miličín au nord, par Nová Ves u Mladé Vožice au nord-est, par Hlasivo à l'est, par Jedlany et Chotoviny au sud, et par Sudoměřice u Tábora à l'ouest.

## Histoire
La première mention écrite du village date de 1373.